# Dalvik (software)

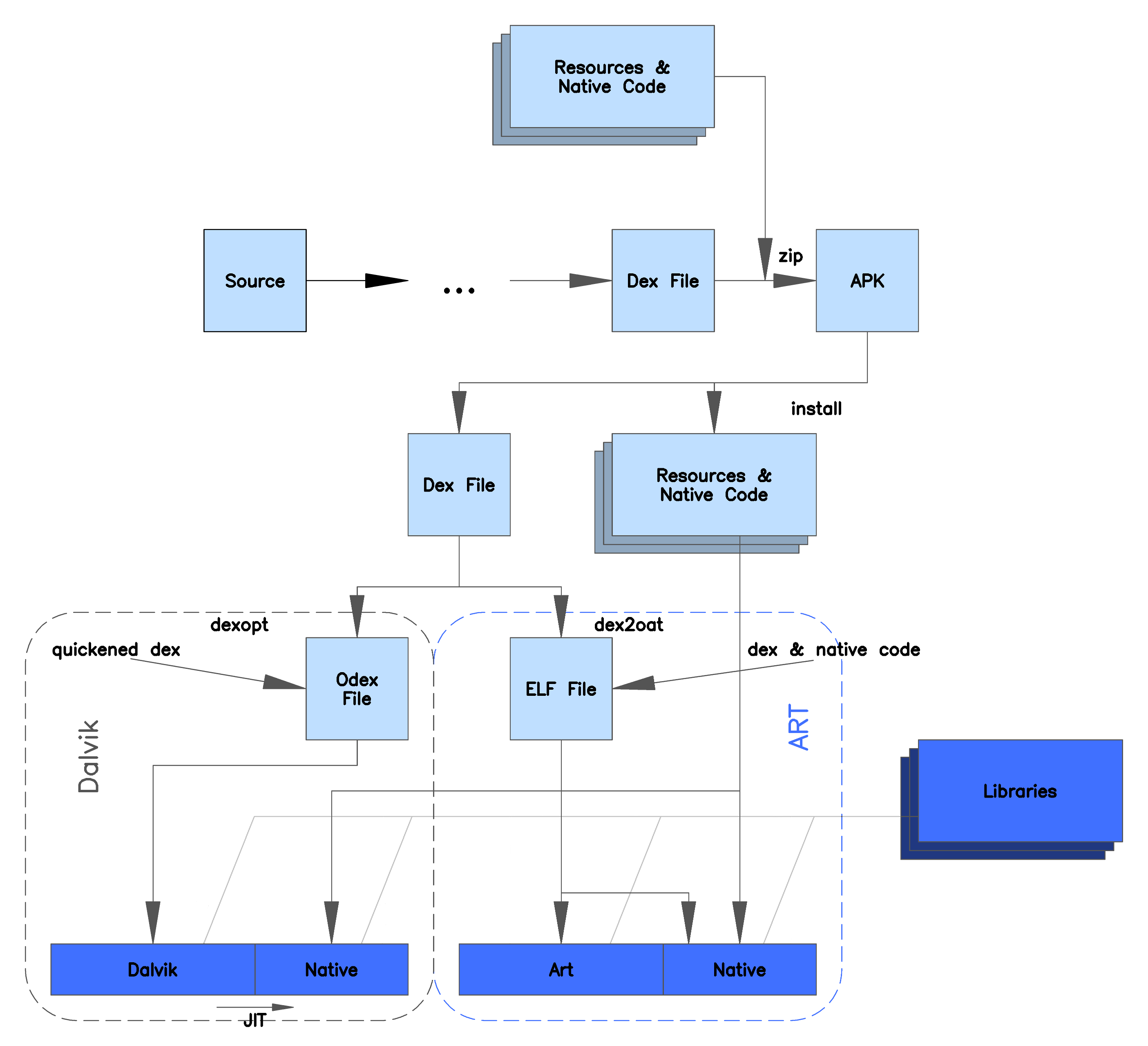
Confronto tra Dalvik e Runtime

Dalvik è una macchina virtuale, progettata da Dan Bornstein, dipendente Google, ed è uno dei componenti di Android.
È ottimizzata per sfruttare la poca memoria presente nei dispositivi mobili, consente di far girare diverse istanze della macchina virtuale contemporaneamente e nasconde al sistema operativo sottostante la gestione della memoria e dei thread. Dalvik è spesso associato alla macchina virtuale Java, anche se il bytecode con cui lavora non è Java. Altre differenze con la JVM tradizionale sono la mancata gestione delle eccezioni e l'architettura a registri. Dalla versione 2.2 include un compilatore Just In Time per migliorare le prestazioni della macchina virtuale.
Il nome Dalvik deriva dal villaggio di pescatori Dalvíkurbyggð di cui la famiglia di Bornstein è originaria.
Dalla versione di Android 5.0 (Lollipop), la macchina virtuale Dalvik è ufficialmente sostituita dalla runtime Art.